# Locomotiva SB 35d
La locomotiva 35d della Südbahn era una locomotiva a vapore a tender separato.

## Storia
Le 21 locomotive del gruppo 35d (numerate 2012–2032) furono costruite dal 1883 al 1897 dalla Wiener Neustädter Lokomotivfabrik.
In seguito ai mutamenti territoriali conseguenti alla prima guerra mondiale, le 35d furono incorporate nel parco delle FS italiane, che le classificarono nel gruppo 423, con numeri 423.001–021; furono radiate dopo pochi anni, intorno al 1930.